# Cultures
Cultures är en kommun i departementet Lozère i regionen Occitanien i södra Frankrike. Kommunen ligger i kantonen Chanac som tillhör arrondissementet Mende. År 2022 hade Cultures 197 invånare.

## Befolkningsutveckling
Antalet invånare i kommunen Cultures
| Referens: INSEE |